# 강광회
강광회(姜光會, 1968년 6월 23일 ~ )는 전 KBO 리그 쌍방울 레이더스의 외야수이자, 현 KBO 소속의 심판위원회 팀장이다. 프로 및 심판 시절 별명은 "물날 포청천"이다. 그의 아들은 KBO 리그 키움 히어로즈의 내야수인 강진성이다.

## 선수 시절

### 아마추어 시절
제물포고 시절 2학년 때인 1984년, 청룡기 전국고교야구 선수권대회에 중견수로 출전해 14타수 7안타로 타율 0.500을 기록하며 타격상을 수상하는 등 결승전까지 오르는데 결승전에서 군산상고에 패하여 준우승에 그쳤다. 1986년 제물포고를 졸업하고 건국대 시절 4학년 때인 1989년 제 23회 대통령기 전국대학야구대회에서 중견수로 출전해 14타수 7안타로 타율 0.500을 기록하며 타격상을 수상했다. 하지만 준결승전에서 연세대에 패배했다.

### 태평양 돌핀스시절
1990년에 2차 2순위 지명으로 입단하였다.

### 쌍방울 레이더스시절
1993년에 이적해 은퇴할 때까지 활동했다. 통산 3시즌 동안 34경기에 출전해 3할 타율을 기록했다.

## 야구선수 은퇴 후
1995년부터 KBO 심판 위원으로 활동했다.
2007년 KBO 우수 심판상을 수상했다.

## 개인 기록
2013년 9월 4일에 KBO 심판 역대 21번째 통산 1,500경기 출장을 달성했다.

## 출신 학교
- 제물포고등학교
- 건국대학교